# Hermann Gollancz
Pour les articles homonymes, voir Gollancz.
Hermann Gollancz (30 novembre 1852 - 15 octobre 1930) est un rabbin britannique et un érudit hébreu. Gollancz est le premier Juif à obtenir un doctorat en littérature de l'Université de Londres et le premier titulaire de ce diplôme à être ordonné rabbin. Il est également le premier rabbin britannique à être fait chevalier, en 1923.

## Biographie
Gollancz est né à Brême, en Allemagne, fils du rabbin Samuel Marcus Gollancz, qui dirige la synagogue Hambro. Il obtient son diplôme à l'University College de Londres et commence à prêcher en 1876. Comme il n'y a pas de programme de formation rabbinique en Angleterre à l'époque, il retourne en Europe de l'Est et reçoit son ordination rabbinique en 1897 des grands rabbins de Galicie, insistant par la suite pour qu'il soit appelé "Rabbi" plutôt que "Révérend". Gollancz sert de 1892 à 1923 comme rabbin de la synagogue Bayswater et est professeur d'hébreu à l'University College de Londres de juin 1902 à 1924, après quoi il est professeur émérite.
Gollancz produit une traduction des Écritures hébraïques "pour les familles juives, qui ont adhéré 'aussi étroitement que possible à l'excellente version anglicane du XVIIe siècle' (version King James)" . Il traduit également de l'hébreu et de l'araméen le Targoum au Cantique des cantiques. Son autobiographie est intitulée Personalia, publiée en 1928.
Gollancz est ensuite nommé ministre émérite de la United Synagogue et est président de la Jewish Historical Society of England en 1905 et 1906. Dans les honneurs d'anniversaire du roi de 1923, George V lui confère un titre de chevalier "en reconnaissance de ses contributions à l'apprentissage", faisant de lui le premier rabbin à recevoir un titre de chevalier. Il reçoit l'accolade du roi au palais de Buckingham le 25 juillet 1923. Son service à la communauté juive comprend la création de nombreuses synagogues pour servir les travailleurs des usines industrielles, visiter les malades et aider les pauvres. Il est un défenseur des bibliothèques publiques et aide à établir la bibliothèque Mocatta au University College, à laquelle il fait don de milliers de volumes à la fin de ses 21 années en tant que professeur Goldschmid d'hébreu.
Gollancz est décédé à Londres le 15 octobre 1930, à l'âge de 77 ans. Il est le frère aîné du spécialiste de la littérature shakespearienne et anglaise Sir Israel Gollancz et l'oncle de l'éditeur Victor Gollancz. Son fils de 35 ans, Leonard, s'est suicidé en sautant par la fenêtre d'un hôtel à Torquay dans un "moment d'impulsion soudaine causée par une tension nerveuse", après quoi Lady Gollancz subit un accident vasculaire cérébral. Son fils, sa sœur aînée et sa femme sont tous morts en l'espace de dix jours en 1929 et son frère est décédé quatre mois avant lui.
Gollancz est enterré au cimetière juif de Willesden le 19 octobre, et les funérailles sont suivies plus tard dans la journée par un service commémoratif à la synagogue Bayswater où il a exercé son ministère pendant beaucoup d'années.